# Кубота (княжество)

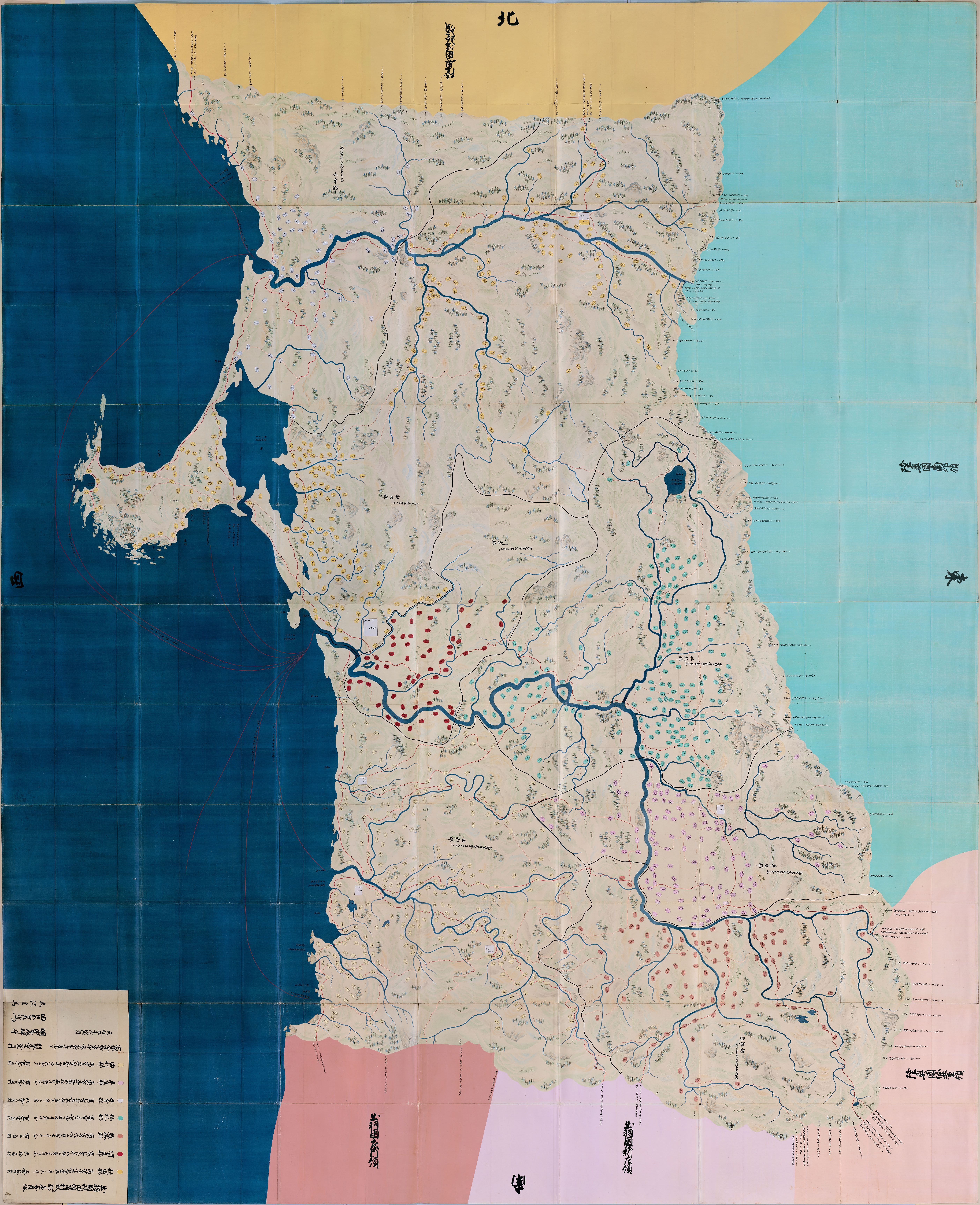
Местоположение уезда Акита на карте

Княжество Кубота (яп. 久保田藩, くぼたはん) — хан (княжество) периода Эдо в уезде Акита провинции Дэва (современная префектура Акита). Известен также как княжество Акита (яп. 秋田藩, あきたはん).
Дочерние княжества:
- Ивасаки хан (яп. 岩崎藩)
- Акита Синдэн хан (яп. 久保田新田藩)
- Камэда хан (яп. 亀田藩)

## Краткие сведения
Правителем княжества Кубота был самурайский род Сатакэ, тодзама. Главная резиденция находилась в замке Кубота, современном городе Акита префектуры Акита. В XVII—XVIII веках официальный доход хана равнялся 200 000 коку, а реальный — 400 000 коку. К середине XIX века реальный доход вырос до 800 000 коку.
Княжество было основано в 1601 году путём переселения сёгунатом рода Сатакэ, правителя земель доходом в 540 000 коку в провинции Хитати, в город Кубота на место местных родов Акита и Кодэра. Это было результатом перераспределения земель после битвы при Сэкигахаре. Хан просуществовал до внедрения в Японии административных реформ 1871 года, когда все ханы были заменены префектурами.
Основы управления укреплялись неоднократным составлением земельных кадастров. Формой наделов в хане до середины XIX века были региональные наделы (яп. 地方知行). Экономика держалась на эксплуатации серебряных рудников Иннай и регулировании лесодобывающей и лесоперерабатывающей промышленности.
Во времена реставрации Мэйдзи хан принял сторону императорских войск и противостоял союзу княжеств провинций Муцу и Дэва.

## Правители княжества
- Род Сатакэ, 1602—1871 (тодзама-даймё)

| №  | Имя             | Имя      | Годы правления | Годы жизни  | Примечания                                               |
| -- | --------------- | -------- | -------------- | ----------- | -------------------------------------------------------- |
| 1  | Сатакэ Ёсинобу  | 佐竹義宣 | 1602 — 1633    | 1570 — 1633 | Старший сын и преемник Сатакэ Ёсисигэ                    |
| 2  | Сатакэ Ёситака  | 佐竹義隆 | 1633 — 1672    | 1609 — 1672 | Сын Иваки Садатака, усыновлён своим дядей Сатакэ Ёсинобу |
| 3  | Сатакэ Ёсидзуми | 佐竹義処 | 1672 — 1703    | 1637 — 1703 | Второй сын Сатакэ Ёситака                                |
| 4  | Сатакэ Ёситада  | 佐竹義格 | 1703 — 1715    | 1695 — 1715 | Третий сын и преемник Сатакэ Ёсидзуми                    |
| 5  | Сатакэ Ёсиминэ  | 佐竹義峯 | 1715 — 1749    | 1690 — 1749 | Второй сын Сатакэ Юкинага                                |
| 6  | Сатакэ Ёсимаса  | 佐竹義真 | 1749 — 1753    | 1728 — 1753 | Старший сын Сатакэ Ёсиката, усыновлён Сатакэ Ёсиминэ     |
| 7  | Сатакэ Ёсихару  | 佐竹義明 | 1753 — 1758    | 1723 — 1758 | Старший сын Сатакэ Ёсимити                               |
| 8  | Сатакэ Ёсиацу   | 佐竹義敦 | 1758 — 1785    | 1748 — 1785 | Старший сын и преемник Сатакэ Ёсихару                    |
| 9  | Сатакэ Ёсимаса  | 佐竹義和 | 1785 — 1815    | 1775 — 1815 | Старший сын Сатакэ Ёсиацу                                |
| 10 | Сатакэ Ёсихиро  | 佐竹義厚 | 1815 — 1846    | 1812 — 1846 | Старший сын Сатакэ Ёсимаса                               |
| 11 | Сатакэ Ёситика  | 佐竹義睦 | 1846 — 1857    | 1839 — 1857 | Второй сын Сатакэ Ёсихиро                                |
| 12 | Сатакэ Ёситака  | 佐竹義堯 | 1857 — 1871    | 1825 — 1884 | Третий сын Сома Масутанэ, усыновлён Сатакэ Ёситакой      |